# Cayo Furio Pácilo (cónsul 412 a. C.)
Cayo o Gayo Furio Pácilo  fue un político romano del siglo V a. C. perteneciente a la gens Furia.

## Familia
Pácilo fue miembro de los Furios Pácilos, una de las primeras familias patricias de la gens Furia. Fue hijo del consular Cayo Furio Pácilo Fuso y antepasado de Cayo Furio Pácilo, cónsul en el año 251 a. C.

## Consulado
Ejerció el consulado durante el año 412 a. C. que vio las maniobras políticas del tribuno de la plebe Lucio Icilio en favor de la promulgación de nuevas leyes agrarias y una epidemia que provocó una escasez de alimentos al año siguiente.